# Chasnans
Chasnans és un municipi francès situat al departament del Doubs i a la regió de Borgonya - Franc Comtat. L'any 2007 tenia 231 habitants.

## Demografia

### Població
El 2007 la població de fet de Chasnans era de 231 persones. Hi havia 82 famílies de les quals 16 eren unipersonals (8 homes vivint sols i 8 dones vivint soles), 23 parelles sense fills, 39 parelles amb fills i 4 famílies monoparentals amb fills.
La població ha evolucionat segons el següent gràfic:
Habitants censats

### Habitatges
El 2007 hi havia 97 habitatges, 81 eren l'habitatge principal de la família, 14 eren segones residències i 1 estava desocupat. 94 eren cases i 3 eren apartaments. Dels 81 habitatges principals, 73 estaven ocupats pels seus propietaris, 3 estaven llogats i ocupats pels llogaters i 5 estaven cedits a títol gratuït; 1 tenia una cambra, 2 en tenien dues, 10 en tenien tres, 10 en tenien quatre i 59 en tenien cinc o més. 74 habitatges disposaven pel capbaix d'una plaça de pàrquing. A 35 habitatges hi havia un automòbil i a 41 n'hi havia dos o més.

### Piràmide de població
La piràmide de població per edats i sexe el 2009 era:
| Homes | Edats   | Dones |
| ----- | ------- | ----- |
| 0     | 95 o +  | 4     |
| 0     | 90 a 94 | 0     |
| 0     | 85 a 89 | 0     |
| 0     | 80 a 84 | 0     |
| 8     | 75 a 79 | 12    |
| 4     | 70 a 74 | 0     |
| 4     | 65 a 69 | 8     |
| 0     | 60 a 64 | 8     |
| 0     | 55 a 59 | 0     |
| 8     | 50 a 54 | 0     |
| 0     | 45 a 49 | 8     |
| 0     | 40 a 44 | 8     |
| 16    | 35 a 39 | 0     |
| 16    | 30 a 34 | 16    |
| 4     | 25 a 29 | 8     |
| 0     | 20 a 24 | 4     |
| 8     | 15 a 19 | 4     |
| 12    | 10 a 14 | 12    |
| 28    | 5 a 9   | 12    |
| 0     | 0 a 4   | 16    |

## Economia
El 2007 la població en edat de treballar era de 127 persones, 104 eren actives i 23 eren inactives. De les 104 persones actives 98 estaven ocupades (54 homes i 44 dones) i 6 estaven aturades (4 homes i 2 dones). De les 23 persones inactives 9 estaven jubilades, 12 estaven estudiant i 2 estaven classificades com a «altres inactius».

### Ingressos
El 2009 a Chasnans hi havia 83 unitats fiscals que integraven 241 persones, la mediana anual d'ingressos fiscals per persona era de 16.965 €.

### Activitats econòmiques
Dels 9 establiments que hi havia el 2007, 3 eren d'empreses de construcció, 2 d'empreses de transport, 1 d'una empresa d'hostatgeria i restauració i 3 d'empreses de serveis.
Dels 4 establiments de servei als particulars que hi havia el 2009, 1 era un guixaire pintor, 2 fusteries i 1 restaurant.
L'any 2000 a Chasnans hi havia 5 explotacions agrícoles.

## Poblacions més properes
El següent diagrama mostra les poblacions més properes.